# نهر بارنارد
نهر بارنارد هو أحد الروافد العلوية لنهر مانينغ، يقع في ولاية نيو ساوث ويلز في أستراليا. 

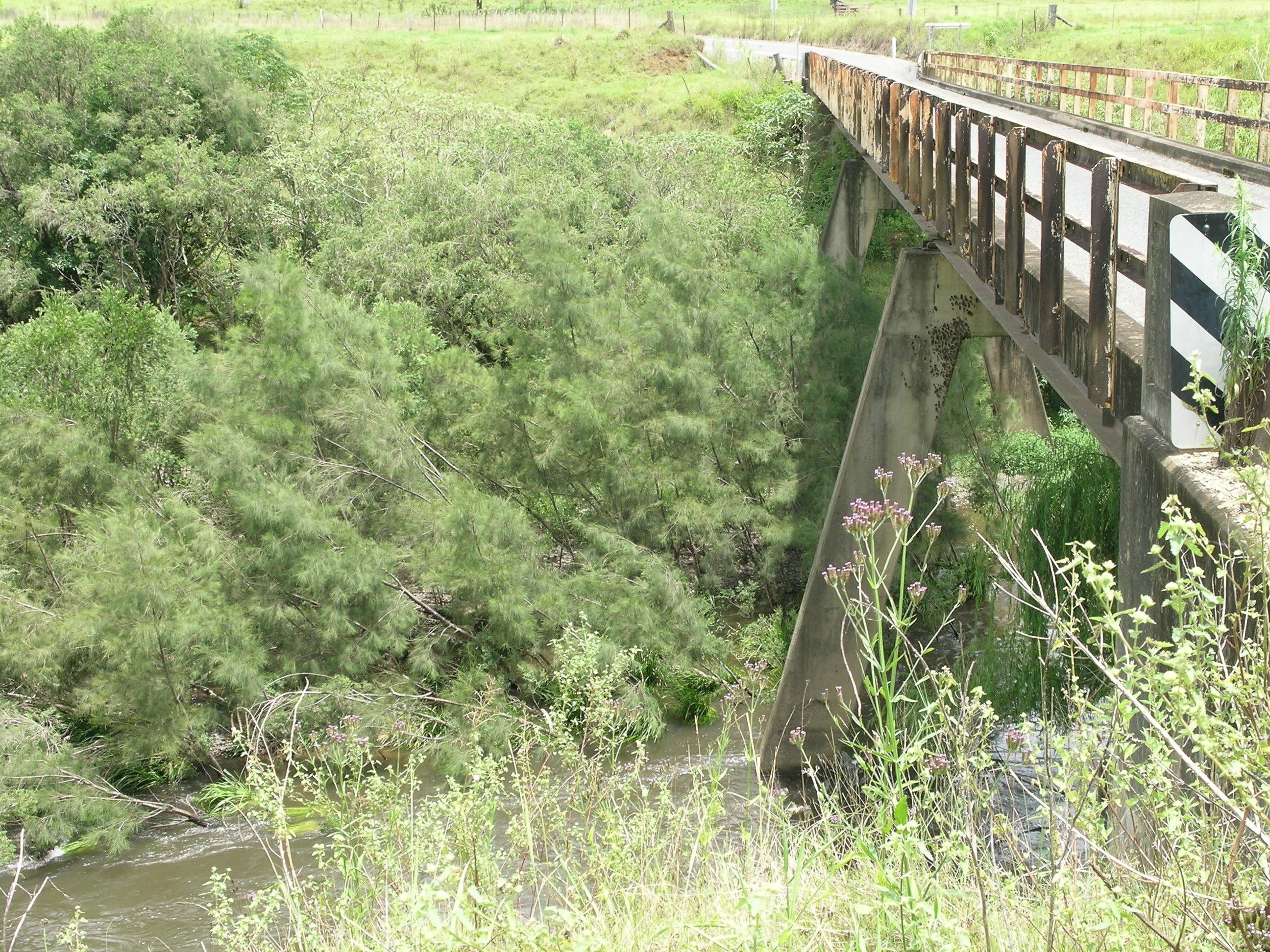
نهر بارنارد